# Cambreur College
Het Cambreur College is een scholengemeenschap in de Nederlandse plaats Dongen (provincie Noord-Brabant). De school staat aan de Mgr. Schaepmanlaan en verzorgt onderwijs voor vmbo, mavo, (TTO)havo en (TTO)vwo. De naam Cambreur College komt van cambreur, een onderdeel van een schoen en refererend aan de schoenindustrie die in Dongen ooit sterk vertegenwoordigd was.

## Voorgeschiedenis
De zusters Franciscanessen van Dongen verzorgden sinds 1929 een Middelbare Meisjesschool (MMS) met een internaat. In september 1947 startte de vereniging Ons Middelbaar Onderwijs de Rooms-Katholieke HBS voor jongens in Dongen in het gebouw van het Laurentiuspatronaat, Gasthuisstraat 3. In 1958 werd het project goedgekeurd van een nieuw gebouw waarin de HBS en de MMS gehuisvest zouden worden. Het project werd opgedragen aan architect J.A. de Bever.
In 1964 werd aan de Mgr. Schaepmanlaan het nieuwe schoolgebouw in gebruik genomen door de MMS Maris Stella en de RK HBS, bij die gelegenheid omgedoopt tot John F. Kennedy HBS. In 1968 werden deze scholen vanwege het ingaan van de Mammoetwet gewijzigd in respectievelijk Havo Maris Stella en Atheneum John F. Kennedy. In 1983 fuseerden zij tot het Dr. Schaepmancollege. 

## Cambreur college
Het huidige Cambreur College is in 1994 ontstaan uit een fusie van het Dr. Schaepmancollege, de Laurentiusmavo (Dongen), de mavo De Witrijt (Rijen) en scholengemeenschap De Pijler voor praktijkonderwijs (Dongen). Samen met het Hanze College in Oosterhout vormen zij de Kwadrant scholengroep
In mei 2021 is een nieuw schoolgebouw opgeleverd. Het oude schoolgebouw uit 1964 is gesloopt. Hierbij zijn de mozaïeken van Marius de Leeuw wel bewaard gebleven; deze worden onderdeel van het park dat op de plek van de oude school zal verschijnen.

#### Bekende oud-leerkrachten
- Jan Willemen
- Michel Rog

#### Bekende oud-leerlingen
- Nadine Broersen
- Joost Borm